# Akram Ojjeh
Akram Ojjeh (arabisch أكرم عجة, DMG Akram ʿUǧǧa; * 21. April 1918 in Damaskus (Syrien); † 1991) war ein syrisch-saudi-arabischer Unternehmer und Kunstsammler.

## Leben
Akram (Subhi) Ojjehs Vater war ein Beduine, der sich als Stoffhändler betätigte. Zunächst besuchte er die Schule im libanesischen Beirut und studierte am College of Lazarist Fathers in Damaskus, wo er mit einem Lehrerdiplom abschloss. Anschließend wechselte er zum Studium der Jurisprudenz und Philosophie an die Sorbonne nach Paris. Wenige Monate nach seiner Ankunft wurde am 14. Juni 1940 die französische Hauptstadt von deutschen Truppen besetzt. Kurze Zeit später verlegte Ojjeh seinen Wohnsitz nach Nizza im nichtbesetzten Teil Frankreichs, wo er bis zum Kriegsende blieb. Ojjeh war mehrfach verheiratet und hatte zwei Söhne und drei Töchter.
Ojjeh mied während seines ganzen Lebens die Öffentlichkeit, sodass nur wenig über ihn bekannt wurde. Er war vermutlich bereits ein erfolgreicher Geschäftsmann, als er erstmals Mitglieder der saudi-arabischen Königsfamilie traf, für die er ab 1971 mit zahlreichen westlichen Unternehmen exklusiv Aufträge vermittelte. Hierzu gehörten insbesondere die französischen Rüstungsunternehmen Thomson-CSF, Matra und Groupe Dassault. Nach dem Preisanstieg des Erdöls im Zusammenhang mit der Ölkrise von 1973 stiegen die Einnahmen aus dem Ölgeschäft für Saudi-Arabien in bisher unerreichte Höhen, woraufhin das Land in großem Umfang in Rüstungsgüter investierte. Ojjeh vermittelte gegen entsprechende Provisionen den Kauf von Flugzeugen, Waffen, Schiffen und anderer Wehrtechnik an Saudi-Arabien. Zum Dank bürgerte die saudische Regierung ihn ein. Ojjeh und seine Familie waren 1990 in eine aufsehenerregende Schmiergeldaffäre verwickelt, bei der auf deutscher Seite die Rüstungsfirma Thyssen Henschel beteiligt war.
Die Gewinne aus den Waffengeschäften mit Saudi-Arabien investierte Ojjeh in vielfältiger Weise. In die Schlagzeilen geriet 1977 der Kauf des Passagierschiffes France. Ojjeh beabsichtigte zunächst das Schiff zu einem Hotel mit Casino und Kunstgalerie umzubauen, wofür er in dieser Zeit auch die ersten Kunstwerke erwarb. Das Projekt kam jedoch nicht zur Umsetzung und nach zwei Jahren verkaufte Ojjeh das Schiff an die Norwegian Cruise Line. Bereits 1975 begründete Ojjeh den in Luxemburg ansässigen Mischkonzern Techniques d’Avant Garde (TAG). Neben verschiedenen Geschäftsfeldern, wie beispielsweise die Luftfahrt, gehörte ab 1985 der Schweizer Uhrenhersteller Heuer zu dieser Unternehmensgruppe. Darüber hinaus ist die TAG seit Ende der 1980er-Jahre im Formel-1-Automobilrennsport engagiert.
Aus der Ehe Ojjehs mit einer Französin gingen die beiden Söhne Mansour Ojjeh und Aziz Ojjeh hervor. 1978 heiratete Akram Ojjeh die 19-jährige Nahed Ojjeh, Tochter des damaligen syrischen Verteidigungsministers Mustafa Tlass. Mit ihr lebte er in seinen letzten Lebensjahren unter anderem im Hôtel particulier von Marie-Laure de Noailles an der Place des Etats-Unis im 16. Arrondissement von Paris.
Zu den zahlreichen Ehrungen, die Ojjeh erhielt, gehört die Ernennung zum Commandeur der Ehrenlegion 1983, sowie die Verleihung des belgischen Orden Leopolds II. und des niederländischen Orden von Oranien-Nassau.

## Kunstsammlung

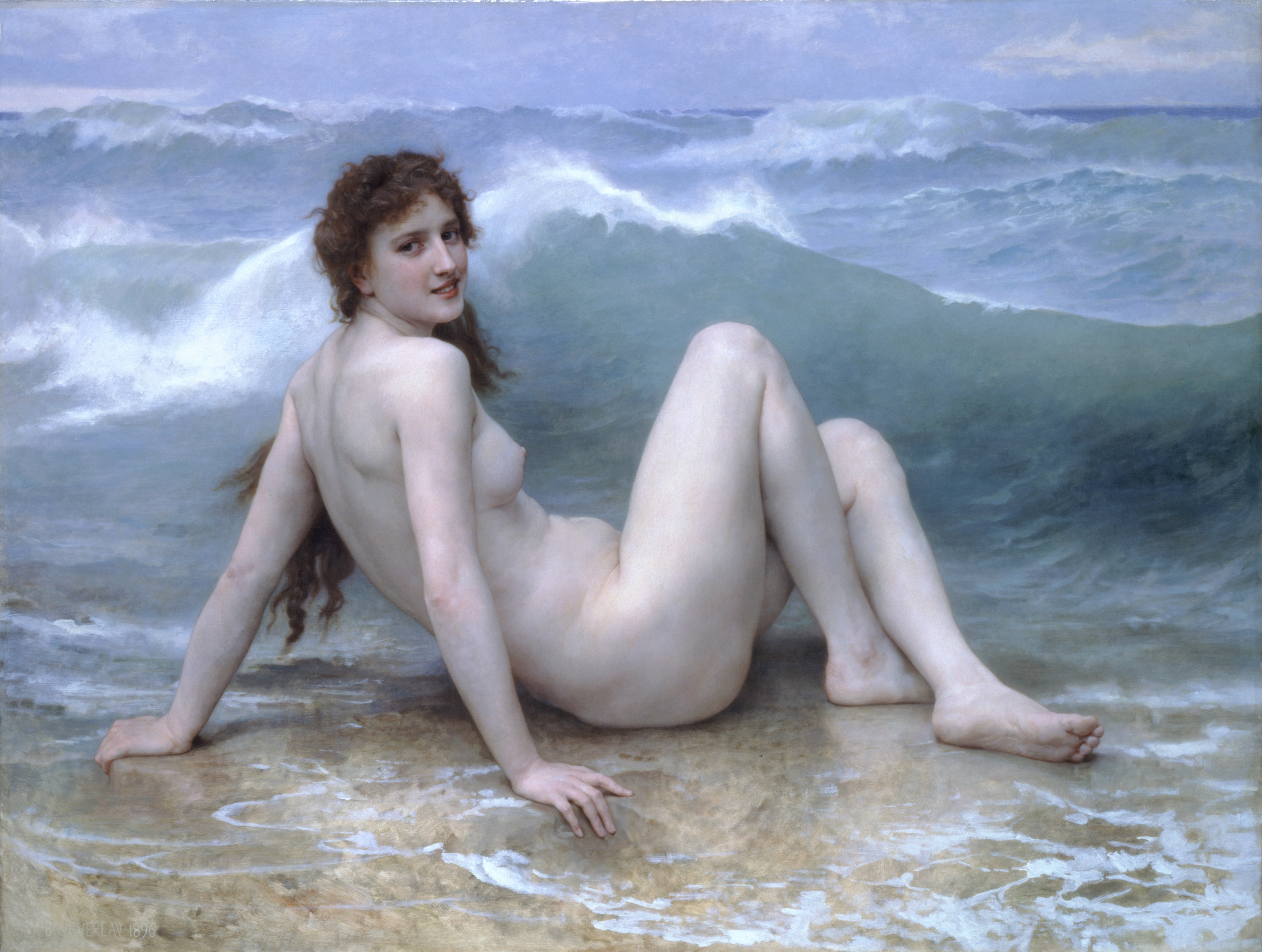
William-Adolphe Bouguereau:
Die Welle

Akram Ojjeh begann mit dem Aufbau seiner Kunstsammlung 1977 parallel mit dem Erwerb des Passagierschiffes France. Zur geplanten Möblierung des Schiffes kaufte er zunächst Antiquitäten aus dem 18. Jahrhundert und begann schon bald mit dem Aufbau einer Kunstsammlung. Der genaue Umfang dieser Kunstsammlung ist nicht bekannt, da Ojjeh als Käufer nicht öffentlich in Erscheinung trat und seine Kunstwerke nie zu Ausstellungen auslieh. Nach seinem Tod veräußerte seine Witwe einen Teil der Kunstsammlung im Auktionshaus Christie’s. Zu den zur Versteigerung gelangten Kunstwerken gehörten beispielsweise Gemälde mit Orientmotiven wie Die Welle von William Adolphe Bouguereau, Stehender Gardist und Koranstunde von Rodolphe Ernst, Prêtresse d’Isis jouant de la harpe von Charles Henri Joseph Cordier, Die Wasserträger von Maxime Noiré, Innenhof eines Harems von Ferdinand Max Bredt und Corps de garde d’arnautes au Caire von Jean-Léon Gérôme.

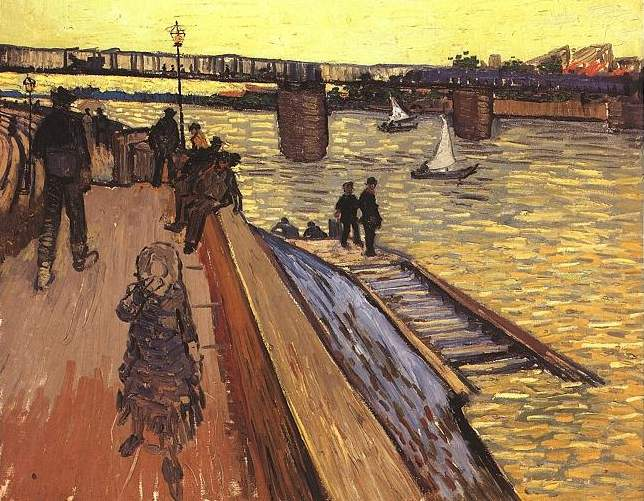
Vincent van Gogh:
Die Brücke von Trinquetaille

Der Schwerpunkt der Sammlung lag bei französischer Malerei des 19. und beginnenden 20. Jahrhunderts. Hierzu zählten La solitude. Souvenir de Vigen, Une crique au bord de la mer und Prairies au bord de l’eau von Jean-Baptiste Camille Corot und Vase de pivoines von Henri Fantin-Latour ebenso, wie die impressionistischen Gemälde Graniums dans une bassine de cuivre von Pierre-Auguste Renoir, Garde-Champtre dans la fort de Fontainebleau und Le pont de Svres von Alfred Sisley. Zudem fanden sich in dieser Auktion die Skulpturen L’eau (La petite laveuse) und Maternit von Renoir und La danse espagnole von Edgar Degas. Hinzu kamen Arbeiten des Spätimpressionismus wie die Gemälde Dans l’escalier de la rue des Moulins von Henri de Toulouse-Lautrec, Le pont de Trinquetaille von Vincent van Gogh und Baigneuses von Henri Edmond Cross.
Von nachfolgenden Künstlergenerationen befanden sich in der Sammlung Ojjeh Le théâtre de l’atelier sous la neige, Rue Montmartre, La maison de Mimi Pinson sous la neige, Le Moulin de la Galette sous la neige von Maurice Utrillo, Grand bouquet de tulipes, Jeune femme blonde en buste und Liliums von Moise Kisling, Portrait de femme, La valse chaloupe – Mistinguette et Max Dearly und Comedia (Montparnasse Blues) von Kees van Dongen, Crépuscule und Bouquet de dahlias von Maurice de Vlaminck, Le pécheur und En haut de la Colline von Camille Bombois. Hinzu kamen die Gemälde Jeune fille la guitare von Marie Laurencin, Trio féminin  von Salvador Dalí, Le nid von Tsuguharu Foujita, Paysage Hesnes von Albert Marquet, Paysage de Sicile von Raoul Dufy, Après le théâtre von Pierre Bonnard und Bouquet de renoncules von Marc Chagall. Darüber hinaus gehörten die Skulpturen Île-de-France und Méditerrane (Deux baigneuses) von Aristide Maillol zur Sammlung.